# Instinto (filme)
Instinct (no Brasil e em Portugal, Instinto) é um filme de drama e suspense produzido nos Estados Unidos  em 1999, coescrito por Gerald Di Pego e dirigido por Jon Turteltaub. Foi muito vagamente inspirado pelo romance filosófico de 1992, Ismael - Um romance da condição humana, escrito por Daniel Quinn, que examina a mitologia, seus efeitos na ética, e como isso reflete na sustentabilidade.
Nos Estados Unidos, o filme teve o título provisório de Ishmael. Em 2000, o filme foi indicado e ganhou um prêmio Genesis Awards na categoria de filme.

## Sinopse
Dr.Ethan Powell (Anthony Hopkins) é um antropólogo que foi pra Uganda pesquisar a vida dos gorilas e lá passou um tempo vivendo como “um integrante aceito” no grupo desses antropóides. Mas acontece uma trama onde Ethan é acusado de crimes ambientais e acaba sendo extraditado para os Estados Unidos.
Nos Estados Unidos ele é encarcerado em uma prisão famosa por abrigar criminosos psicopatas do mais alto potencial. Na prisão, o ambicioso Dr.Theo Caulder (Cuba Gooding Jr.) vê em Ethan um grande material para desenvolver sua pesquisa para assim se consagrar no campo da psiquiatria. Nesse ínterim as coisas tomam rumos bem diferentes, onde “paciente” e “terapeuta” fazem parte de um papel só.

## Elenco
- Anthony Hopkins ... Dr. Ethan Powell
- Cuba Gooding Jr. ... Dr. Theo Caulder
- Donald Sutherland ... Dr. Ben Hillard
- Maura Tierney ... Lynn Powell
- John Ashton ... Guard Dacks
- George Dzundza ... Dr. John Murray
- John Aylward ... Warden Jack Keefer
- Tracey Ellis ... Annie
- Doug Spinuzza ... Nicko
- Thomas Morris ... Peter Holden
- Rex Linn ... Guarda Alan

## Recepção
O filme recebeu críticas em sua maioria pobres ou mistos. Metacritic, que atribui uma pontuação média ponderada de 100 a opiniões dos críticos tradicionais, afirma que o filme recebeu uma pontuação média de 43 com base em 23 comentários. O filme também teve um fraco desempenho nas bilheterias, arrecadando apenas $34,105,207 nos Estados Unidos e Canadá. O filme ganhou um Prêmio Genesis Awards por seus temas de direitos dos animais.

## Trilha sonora
1. "Main Title"
2. "Into the Wild"
3. "Back to the Forest"
4. "Everybody Goes"
5. "The Killing"
6. "The Riot"
7. "Escape"
8. "End Credits"